# MTV Movie & TV Awards
Les MTV Movie & TV Awards, anciennement MTV Movie Awards de 1992 à 2016, sont des récompenses cinématographiques et télévisuelle décernées annuellement par la chaîne de télévision MTV. 
La remise des prix, entrecoupée de nombreux morceaux musicaux, vidéo-clips et parodies de films, se veut plus impertinente et moins solennelle que les cérémonies traditionnelles comme les Oscars. La cérémonie s'adresse moins aux professionnels qu'au public jeune visé par la chaîne. Les récompenses sont principalement décernées à des acteurs et certaines sont peu conventionnelles comme « Meilleur baiser » ou « Meilleur méchant ». Les catégories techniques ne sont pas représentées.

Les MTV Movie Awards ont été créés en 1992 par Joel Gallen, directeur de la société de production Tenth Planet Productions.
De 1992 à 2016, la cérémonie ne récompensait que le cinéma mais depuis 2017, elle récompense aussi les productions télévisuelles.

## Émission
Au contraire des MTV Video Music Awards, l'émission est enregistrée puis diffusée quelques jours plus tard, principalement pour produire des effets comiques au montage. Elle est présentée par des célébrités en rapport ou non avec le monde du cinéma.
En complément des morceaux musicaux et vidéo-clips, l'émission propose des parodies des films les plus populaires par des effets de montage, substituant les acteurs du film par d'autres (généralement les présentateurs de l'émission) et les combinant avec des émissions de télévision américaines célèbres. La longueur et la diversité de ces retouches sont variables, d'un seul dialogue (2005) à plusieurs longues scènes, en incluant des séquences d'action et de combat (2003).

Lors des éditions récentes, les Oscars ont également utilisé ce type de parodie (depuis la première présentation par Billy Crystal).

## Prix

### Sélection et votes
Les propositions sont effectuées par un panel sélectionné par Tenth Planet Productions. Le vote est ensuite ouvert à tout le monde sur le site web de MTV.

### Catégories

#### Actuellement[Quand?]
- Film de l'année (Movie of the Year) – depuis 2012 
  - Meilleur film (Best Movie) – 1992 à 2011
- Série de l'année (Show of the Year) – depuis 2017
- Meilleure performance dans un film (Best Performance in a Movie) – 2005 à 2006; depuis 2017
  - Meilleur acteur (Best Male Performance) – 1992 à 2005; 2008 à 2016
  - Meilleure actrice (Best Female Performance) – 1992 à 2005; 2008 à 2016
- Meilleure performance dans une série télévisée (Best Performance in a Show) – depuis 2017
- Meilleure performance comique (Best Comedic Performance) – depuis 1992
- Meilleur héros (Best Hero) – 2006; depuis 2012
- Meilleur méchant (Best Villain) – depuis 1992
- Meilleur baiser (Best Kiss) – depuis 1992
- Meilleur combat (Best Fight) – depuis 1996
- Performance la plus effrayante (Most Frightened Performance) – 2010 à 2011; depuis 2018
  - Meilleure interprétation "j'ai trop la trouille (Best Scared-As-Shit Performance) – 2005 à 2006; 2013 à 2015
- Meilleur moment musical (Best Musical Moment / Best Music Moment) – 2013; 2015 ; depuis 2017
  - Meilleure chanson d'un film (Best Song from a Movie) – 1992 à 1999, 2009 et 2012
  - Meilleure séquence musicale (Best Musical Sequence) – 2000 à 2002, 2005 et 2014
- Meilleure performance exceptionnelle (Best Breakthrough Performance) – 1992 à 2009; 2012 à 2016 et 2019
  - Prochaine génération (Next Generation) – 2017
  - Meilleure révélation de l'année (Best Star Breakout) – 2010 à 2011
- Meilleure émission de télé-réalité (Best Reality Series/Competition/Royalty) – depuis 2017
- Meilleur présentateur de télévision (Best Host) – 2017 et 2019
- Meilleur documentaire (Best Documentary) – 2016 à 2017 et 2019
- Meilleur(e) Héro/ïne dans la vraie vie (Best Real Life Hero) – 2019
- Moment le plus mémorable (Most meme-able Moment) – 2019
- Femme la plus désirable (Most Desirable Female)
- Homme le plus désirable (Most Desirable Male)

#### Anciennement
- La plus grande star badass (Biggest Badass Star) (2010 à 2011)
- Le plus grand adolescent dur à cuire de l'été (Summer's Biggest Teen Bad A**) (2013)
- Meilleure transformation à l'écran (Best On-Screen Transformation) (2012, 2014 et 2015)
- Meilleure performance sans chemise (Best Shirtless Performance) (2013 à 2015)
- Meilleur moment WTF (Best #WTF Moment) (2009 à 2011; 2015)
- Meilleure apparition dans un film dans son propre rôle (Best Cameo) (2001 à 2002, 2004 et 2014)
- Meilleur acteur latino (Best Latino Actor) (2011 à 2013)
- Meilleur personnage (Favorite Character) (2014)
- Meilleur film inspiré d'une histoire vraie (True Story) (2016)
- Meilleure performance d’action (Best Action Performance) (2016)
  - Meilleure scène d'action (1992 à 2005)
- Scène la plus triste (Tearjerker) (2017)
- Meilleure histoire américaine (Best American Story) (2017)
- Meilleur combat contre le système (Best Fight Against the System) (2017)
- Tendance / Viral (Trending) (2017)
- Voleur de scène (Scene Stealer) – (2018)
- Meilleur documentaire musical (Best Music Documentary) – (2018)
- Meilleure équipe à l'écran (Best On-Screen Team) – 2001 à 2006; 2017 à 2018
  -  Meilleure duo (Best On-Screen Duo) – 1992 à 2000; 2013 à 2015
  -  Meilleur casting (Best Cast) – 2012; 2016

## Récompenses spéciales

### Lifetime Achievement Award
Le Lifetime Achievement Award (Récompense pour l'ensemble de la carrière) a été attribué à des personnalités du cinéma, y compris des personnages de fiction, qui ont eu un impact sur la culture populaire. Avant d’annoncer le vainqueur, MTV diffusé des témoignages de grandes célébrités d’Hollywood louant la grandeur des gagnants, tout en offrant un léger aperçu de la personne gagnante. Après la victoire de Clint Howard et son discours émouvant, le prix a été supprimé.
- 1992 : Jason Voorhees
- 1993 : Les Trois Stooges
- 1994 : John Shaft
- 1995 : Jackie Chan
- 1996 : Godzilla
- 1997 : Chewbacca
- 1998 : Clint Howard

### Silver Bucket of Excellence
Le Silver Bucket of Excellence est un prix qui a été attribué à un film qui a eu un impact durable sur les cinéphiles et le public de MTV. Il a ensuite été défini en 2006 comme un "film du passé qui résonne encore aujourd'hui".
- 2005 : The Breakfast Club - attribué à Anthony Michael Hall, Molly Ringwald et Ally Sheedy
- 2006 : Do the Right Thing  - attribué à Spike Lee

### Generation Award
Le prix MTV Generation est le successeur du prix MTV Lifetime Achievement, bien qu’il soit plus sérieux que son prédécesseur. Le récipiendaire du prix est célébré pour ses grandes réalisations au cinéma. La distinction "est attribuée à un artiste qui nous a montré une variété de rôles impressionnants, un flair personnel et professionnel et, bien sûr, un niveau de talent impressionnant".
- 2005 : Tom Cruise
- 2006 : Jim Carrey
- 2007 : Mike Myers
- 2008 : Adam Sandler
- 2009 : Ben Stiller
- 2010 : Sandra Bullock
- 2011 : Reese Witherspoon
- 2012 : Johnny Depp
- 2013 : Jamie Foxx
- 2014 : Mark Wahlberg
- 2015 : Robert Downey, Jr.
- 2016 : Will Smith
- 2017 : Fast and Furious
- 2018 : Chris Pratt
- 2019 : Dwayne Johnson
- 2021 : Scarlett Johansson

### Trailblazer Award
Le lauréat du MTV Trailblazer Award ouvre la voie aux autres acteurs de l'industrie du cinéma. Le prix est décerné à un jeune acteur qui a réussi à inspirer les autres avec un travail diversifié et une réputation transcendante aux yeux du public.
- 2012 : Emma Stone
- 2013 : Emma Watson
- 2014 : Channing Tatum
- 2015 : Shailene Woodley
- 2018 : Lena Waithe
- 2019 : Jada Pinkett Smith

### Comedic Genius Award
- 2013 : Will Ferrell
- 2015 : Kevin Hart
- 2016 : Melissa McCarthy